# Lucas Gaúcho
Lucas Gaúcho (født 13. juni 1991) er en brasiliansk fodboldspiller.